# Вознесенское сельское поселение (Челябинская область)
Вознесе́нское се́льское поселе́ние — муниципальное образование в Сосновском районе Челябинской области Российской Федерации. В рамках административно-территориального устройства муниципальное образование  соответствует административно-территориальной единице Вознесенский сельсовет.
Административный центр — село Вознесенка.

## История
Статус и границы сельского поселения установлены Законом Челябинской области от 9 июля 2004 года № 246-ЗО «О статусе и границах Сосновского муниципального района и сельских поселений в его составе».

## Население
| 2002  | 2010  | 2011  | 2012  | 2013  | 2014  | 2015  |
| ----- | ----- | ----- | ----- | ----- | ----- | ----- |
| 2431  | ↗2565 | ↗2570 | ↗2598 | ↗2609 | ↗2641 | ↗2699 |
| 2016  | 2017  | 2018  | 2019  | 2020  | 2021  |       |
| ↗2720 | ↗2761 | ↘2737 | ↘2708 | ↘2701 | ↗2724 |       |

## Состав сельского поселения
| № | Населённый пункт | Тип населённого пункта       | Население |
| - | ---------------- | ---------------------------- | --------- |
| 1 | Вознесенка       | село, административный центр | ↗1170     |
| 2 | Глинка           | деревня                      | ↗28       |
| 3 | Полевой          | посёлок                      | ↗1367     |

## Местное самоуправление
Глава поселения Ленк Павел Николаевич.
Председатель совета депутатов Федоров Сергей Викторович.

## Инфраструктура
Вознесенская ООШ, Полевская СОШ, детский сад, клуб, фельдшерско-акушерский пункт и амбулатория. 